# Columella columella
Columella columella е вид охлюв от семейство Pupillidae. Видът не е застрашен от изчезване.

## Разпространение и местообитание
Разпространен е в Австрия, Германия, Италия, Лихтенщайн, Норвегия, Полша, Румъния, Словакия, Словения, Украйна, Финландия, Франция, Швейцария и Швеция.
Обитава гористи местности, планини, възвишения и ливади.